# Bunkhouse Stampede 1988
Bunkhouse Stampede (1988) fu la terza edizione dell'evento Bunkhouse Stampede prodotto dalla Jim Crockett Promotions (JCP) in collaborazione con la National Wrestling Alliance (NWA). Fu l'unica edizione di Bunkhouse Stampede ad essere trasmessa in pay-per-view (PPV). L'evento si svolse il 24 gennaio 1988 al Nassau Coliseum di Uniondale, New York.
Nel main event, Dusty Rhodes vinse lo Steel Cage Bunkhouse Stampede match. Negli altri incontri dell'undercard Ric Flair difese con successo il titolo NWA World Heavyweight Championship contro Road Warrior Hawk; Nikita Koloff difese il titolo NWA World Television Championship contro Bobby Eaton, e Barry Windham perse la cintura NWA Western States Heritage Championship contro Larry Zbyszko.

## Evento
Prima che l'evento andasse in onda in diretta in ppv Sting & Jimmy Garvin sconfissero per squalifica gli Sheepherders (Butch Miller & Luke Williams) in un Dark match non trasmesso in TV. Nelle settimane precedenti era stato annunciato che i Rock and Roll Express avrebbero affrontato gli Sheepherders all'evento, ma non venne data nessuna spiegazione per il cambiamento di programma. In realtà, Morton e Gibson avevano lasciato la federazione il giorno prima dello show.

### Match preliminari
Nikita Koloff difese l'NWA World Television Championship contro Bobby Eaton nel match d'apertura. Koloff mantenne la cintura perché l'incontro terminò in parità per limite di tempo.
Nel match seguente, Barry Windham difese l'NWA Western States Heritage Championship contro Larry Zbyszko. Windham  controllò la prima parte dell'incontro fino a quando Zbyszko cominciò a concentrarsi sul ginocchio infortunato di Windham e continuò ad attaccarlo. Alla fine, la valletta di Zbyszko, Baby Doll, gli diede una delle sue scarpe con il tacco con la quale egli colpì Windham. Zbyszko schienò quindi il campione e vinse la cintura.
Ric Flair difese l'NWA World Heavyweight Championship contro Road Warrior Hawk. Hawk dominò Flair con la sua superiore possanza fisica, ma alla fine l'arbitro lo squalificò per avere colpito Flair con una sedia d'acciaio. Flair mantenne il titolo.

### Main Event
Il main event della serata fu la Steel Cage Battle Royal detta Bunkhouse Stampede. Lo scopo del match era buttare l'avversario fuori dalla porta della gabbia o mandarlo fuori dalla parte superiore della gabbia per l'eliminazione. I partecipanti furono Tully Blanchard, Arn Anderson, The Barbarian, The Warlord, Dusty Rhodes, Ivan Koloff, Lex Luger e Road Warrior Animal. Animal eliminò per primo Koloff, poi Warlord, ma venne infine eliminato a sua volta da Barbarian. Blanchard, Anderson e Luger furono tutti eliminati in contemporanea. Rimasero Rhodes e Barbarian a lottare sul ring. Entrambi gli uomini salirono sopra la parte superiore della gabbia, dove Rhodes colpì Barbarian con due Bionic elbow per vincere la Bunkhouse Stampede per la quarta volta consecutiva.

## Risultati
| N.         | Risultati | Stipulazione                                          | Durata |
| ---------- | --- | ----------------------------------------------------- | ------ |
| Dark match | Jimmy Garvin & Sting sconfiggono The Sheepherders (Butch Miller & Luke Williams) per squalifica                                | Tag team match                                        | 11:45  |
| 1          | Nikita Koloff (c) vs. Bobby Eaton (con Jim Cornette) termina in parità per limite di tempo                                     | Single match per l'NWA World Television Championship  | 20:00  |
| 2          | Larry Zbyszko (con Baby Doll) sconfigge Barry Windham (c)                                                                      | Single match per l'UWF Western States Championship    | 19:16  |
| 3          | Road Warrior Hawk (con Paul Ellering) sconfigge Ric Flair (c) (con James J. Dillon) per squalifica                             | Single match per l'NWA World Heavyweight Championship | 21:39  |
| 4          | Dusty Rhodes sconfigge Arn Anderson, The Barbarian, Ivan Koloff, Lex Luger, Road Warrior Animal, Tully Blanchard e The Warlord | Steel Cage Bunkhouse Stampede                         | 26:21  |

## Conseguenze
Bunkhouse Stampede riscosse pochi consensi e fu aspramente criticato. In special modo, furono le scelte di booking ad essere criticate dato che Dusty Rhodes vinse la Bunkhouse Stampede Battle Royal in ogni edizione dell'evento.
L'evento vide la nascita della rivalità tra Lex Luger e i Four Horsemen. A Clash of the Champions I, Luger & Barry Windham sconfissero Arn Anderson & Tully Blanchard aggiudicandosi il titolo NWA World Tag Team Championship. Il 23 aprile durante il programma World Championship Wrestling, Luger & Windham persero le cinture con Anderson & Blanchard quando Windham "tradì" Luger per entrare nei Four Horsemen. Luger divenne il primo sfidante al titolo NWA World Heavyweight Championship del leader degli Horsemen, Ric Flair, sfidandolo senza successo a The Great American Bash e Starrcade.